# موجيباكي

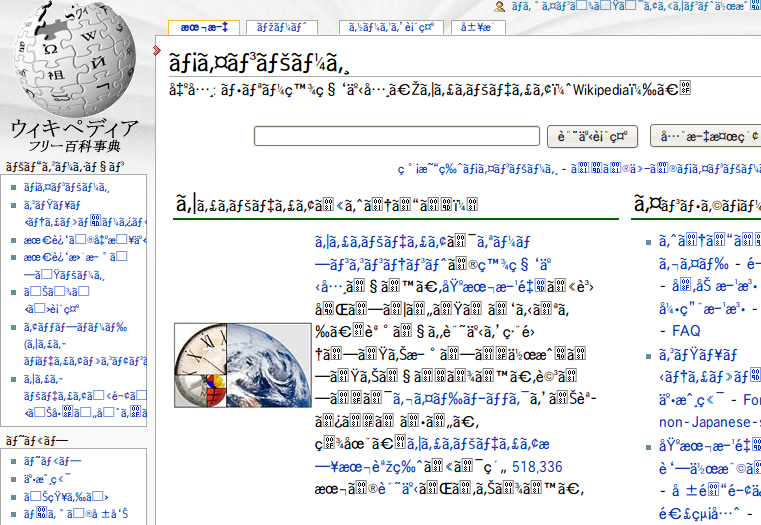

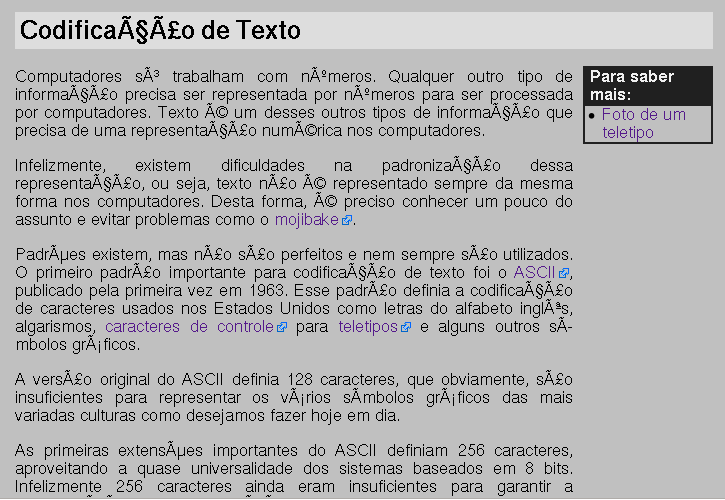

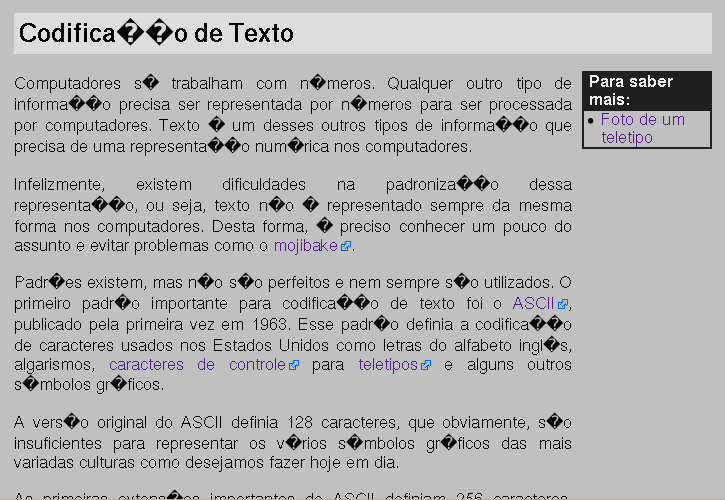

موجيباكي (باليابانية: 文字化け ‎[modʑibake]‏ مشتقة من موجي (文字 (もじ) وتعني سمة أو حرف وباكي (化け) وتعني تغيّر) تصف ظهور حروف ورموز غير مفهومة عندما يفشل برنامج الحاسوب في معالجة ترميز النص، وذلك عند استخدام الترميز الخاطئ مما يؤدي لإستبدال الرمز (أو الحرف) بآخر مختلف تمامًا عن المقصود ظهوره، مثل "Å½Å¡۔

## مثال
| التشفيرة              | ضبط المتصفح                | النتيجة                                                         |
| --------------------- | -------------------------- | --------------------------------------------------------------- |
| مثال باللغة العربية:  | مثال باللغة العربية:       | منتدى عرب شير مشاهدة الملف الشخصي                               |
| صيغة التحويل الموحد-8 | ISO 8859-1                 | Ù…Ù†ØªØ¯Ù‰ Ø¹Ø±Ø¨ Ø´ÙŠØ± - Ù…Ø´Ø§Ù‡Ø¯Ø© Ø§Ù„Ù…Ù„Ù Ø§Ù„Ø´Ø®ØµÙŠ                                                                |
| صيغة التحويل الموحد-8 | KOI8-R                     | ы┘ы├ь╙ь╞ы┴ ь╧ь╠ь╗ ь╢ы┼ь╠ - ы┘ь╢ь╖ы┤ь╞ь╘ ь╖ы└ы┘ы└ы│ ь╖ы└ь╢ь╝ь╣ы┼ |
| صيغة التحويل الموحد-8 | ISO 8859-5                 | й йиЊиЏй иЙиБиЈ иДйиБ - й иДиЇйиЏиЉ иЇйй йй иЇйиДиЎиЕй                                                                |
| صيغة التحويل الموحد-8 | CP 866                     | Е┘Ж╪к╪п┘Й ╪╣╪▒╪и ╪┤┘К╪▒ - ┘Е╪┤╪з┘З╪п╪й ╪з┘Д┘Е┘Д┘Б ╪з┘Д╪┤╪о╪╡┘К  |
| صيغة التحويل الموحد-8 | ترميز آيزو/آي إي سي 8859-6 | ظ…ظ†طھط¯ظ‰ ط¹ط±ط¨ ط´ظٹط± - ظ…ط´ط§ظ‡ط¯ط© ط§ظ„ظ…ظ„ظپ ط§ظ„ط´ط®طµظٹ |
| صيغة التحويل الموحد-8 | CP 852                     | ┘ů┘ćě¬ě»┘ë ě╣ě▒ěĘ ě┤┘Őě▒ - ┘ůě┤ěž┘çě»ěę ěž┘ä┘ů┘ä┘ü ěž┘äě┤ě«ěÁ┘Ő |
| صيغة التحويل الموحد-8 | ISO 8859-2                 | Ů ŮŘŞŘŻŮ ŘšŘąŘ¨ Ř´ŮŘą - Ů Ř´Ř§ŮŘŻŘŠ Ř§ŮŮ ŮŮ Ř§ŮŘ´ŘŽŘľŮ                                                                |
| صيغة التحويل الموحد-8 | ترميز آيزو/آي إي سي 8859-6 | عàع╢ظ╔ظ»عë ظ╥ظ▒ظ╟ ظ═عèظ▒ - عàظ═ظ╞عçظ»ظ╚ ظ╞ع╡عàع╡ع┤ ظ╞ع╡ظ═ظ«ظ╬عè |

## وصلات خارجية
- ようこそ！これは「ヤングさんの文字化けを直すページ」です。 مصحح موجيباكي